# Lae Nuaha
Lae Nuaha is een bestuurslaag in het regentschap Dairi van de provincie Noord-Sumatra, Indonesië. Lae Nuaha telt 2244 inwoners (volkstelling 2010).